# Ronald Colman
Ronald Colman (Richmond, 1891. február 9. – Santa Barbara, 1958. május 19.) Oscar- és Golden Globe-díjas angol származású amerikai színész.

## Életpályája
Mérnöknek készült a Cambridge-i Egyetemen, de édesapja 1907-ben bekövetkezett halála ezt lehetetlenné tette. 1908–1909 között a West Middlesex Dramatic Society tagja volt. 1909-ben csatlakozott a londoni skót ezredhez. 1914-ben átkelt Franciaországban a La Manche-on, hogy részt vegyenek a nyugati fronton történő harcokban. 1914. október 31-én a messines-i csatában súlyosan megsérült. 1914-től szerepelt színpadon. 1919-ben filmezett először. 1920-ban Amerikába ment és Robert Warwick-kal turnézott. 1921-ben került a tengerentúlra. 1960-ban csillagot kapott a Hollywood Walk of Fame-en.

## Munkássága
Kezdetben hősszerelmes szerepkörben foglalkoztatták, és az akkoriban rendkívül népszerű Bánky Vilma partnere volt. Felfelé ívelő karrierjét a hangosfilm sem törte meg. Művészete elmélyült, gazdagodott. A kalandfigurákról (Kék csillag; 1926, Bulldog Drummond; 1929) áttért az igényesebb színészi munkát kívánó jellemfeladatok megoldására. Nagy játékkultúrával rendelkező, életteljes stílusú, bensőséges emberábrázoló művész volt. Kiemelkedő alakítása a Kipling-regény nyomán forgatott A fény kialszik című film (1939) vaksággal küszködő hőse. A Megtalált években (1942) egyéni színekkel rajzolta meg a háborúban emlékezőtehetségét vesztett férfi magára és családjára találását. 1948-ban a Kettős élet című filmben nyújtott alakításáért Golden Globe- és Oscar-díjat kapott.

## Magánélete
1920–1934 között Thelma Raye (1890–1966) brazil színésznő, 1938–1958 között Benita Hume (1906–1967) angol színésznő volt a felesége. Egy lányuk született: Juliet Benita Colman (1944–) amerikai színésznő. Özvegye 1959-ben George Sanders (1906–1972) angol színészhez ment feleségül, és haláláig 1967-ig vele maradt.

## Halála
1958. május 19-én halt meg a dohányzás miatt kialakult akut tüdőtágulat következtében. 67 éves volt. Sírja, a kaliforniai Santa Barbara-i temetőben található meg.

## Filmjei
- Munkások (The Toilers) (1919)
- Hó a pusztaságban (Snow in the Desert) (1919)
- A fekete pók (The Black Spider) (1920)
- Az örök város (The Eternal City) (1923)
- A fehér apáca (The White Sister) (1923)
- Romola (1924)
- Lady Windermere legyezője (Lady Windermere’s Fan) (1925)
- A párizsi nővére (Her Sister from Paris) (1925)
- A sötét angyal (The Dark Angel) (1925)
- Stella Dallas (1925)
- Kiki (1926)
- Barbara Worth győzelme (The Winning of Barbara Worth) (1926)
- Bűvös láng (The Magic Flame) (1927)
- A szerelem éjszakája (The Night of Love) (1927)
- Két szerelmes (Two Lovers) (1928)
- Bulldog Drummond (1929)
- Raffles (1930)
- Arrowsmith (1931)
- Cynara (1932)
- Az álarcos (The Masquerader) (1933)
- Bulldog Drummond visszaüt (Bulldog Drummond Strikes Back) (1934)
- Clive Indiából (Clive of India) (1935)
- Két város meséje (A Tale of Two Cities) (1935)
- Két zászló alatt (Under Two Flags) (1936)
- A zendai fogoly (1937)
- A Kék Hold völgye (1937)
- Királyi zűr (1937)
- A fény kialszik (The Light That Failed) (1939)
- Életem Carolinával (My Life with Caroline) (1941)
- Megtalált évek (1942)
- A csintalan úriember (1942)
- Kismet (1944)
- A néhai George Apley (The Late George Apley) (1947)
- Kettős élet (1947)
- Four Star Playhouse (1952–1953)
- The Halls of Ivy (1954–1955)
- 80 nap alatt a Föld körül (1956)
- Az emberiség története (The Story of Mankind) (1957)

## Díjai
- Oscar-díj a legjobb férfi főszereplőnek (1948) Kettős élet
- Golden Globe-díj a legjobb férfi főszereplőnek – filmdráma (1948) Kettős élet

## Fordítás
- Ez a szócikk részben vagy egészben  a   Ronald Colman című angol Wikipédia-szócikk ezen változatának fordításán alapul.  Az eredeti cikk szerkesztőit annak laptörténete sorolja fel. Ez a jelzés csupán a megfogalmazás eredetét és a szerzői jogokat jelzi, nem szolgál a cikkben szereplő információk forrásmegjelöléseként.